# Infiniti G20
O G20 é um sedan, produzido entre 1991 e 2002, pela nipo-americana Infiniti; baseado no Nissan Primera.